# Prekrcanost informacijama
Pretrpanost informacijama, prekrcanost informacijama, preplavljenost informacijama, višak informacija pojava u informacijskom okružju koju karakterizira obilje svih vrsta informacija, koje je korisniku teško kvalitetno pretražiti i probrati, odnosno u razumno kratkom vremenu pronaći informaciju dostatne kakvoće. Problem je "koja je od njih prava?". 
Može se dogoditi informacijski jaz, pa korisnik ne dolazi do kvalitetne informacije, premda su tražene informacije u pretraživanom skupu i dostatne kakvoće. Da bi se došlo do traženih informacija u što kraćem vremenu i smanjilo količinu informacija koju se treba pretresti, za upravljati prekrcanošću informacijama služimo se tražilicama. 
U poduzetništvu, pretrpanost informacijama karakterizira stabilnu i složenu okolinu.